# Bart Plouvier
Bart Van Schaeren, beter bekend onder zijn auteursnaam Bart Plouvier, (Mortsel, 17 juni 1951 – Mariekerke, 29 december 2021) was een Vlaams auteur.

## Biografie
Bart Plouvier groeide op in de Antwerpse Voorkempen. Als zeventienjarige kwam hij in aanraking met het Antwerpse artiestenmilieu en de hippiebeweging en vol dromen en illusies nestelde hij zich op het platteland. Hij was een tijdje leerling aan de Academie voor Schone Kunsten en doorliep daarna twaalf stielen en dertien ongelukken: van dokwerker tot muzikant in Bobbejaanland. Van 1980 tot 1984 was hij matroos op een zeesleper en in die periode begon hij te schrijven, met het eigen leven en de zee als belangrijkste inspiratiebronnen.
Sinds zijn debuut De maquette in 1987 leverde hij bijdragen aan talloze tijdschriften en publiceerde hij journalistieke verslagen, diverse romans, theaterteksten, kinderboeken, poëzie, verhalenbundels en reisimpressies. In 1995 verscheen zijn eerste roman, Het gelag. Zijn werk werd meermaals bekroond. Na 15 jaar restauranthouder te zijn geweest, was Bart Plouvier fulltime auteur.
Plouvier overleed op 29 december 2021 op 70-jarige leeftijd.

## Divers
De monoloog De biechtspiegel werd gebracht door het theatergezelschap "Het gevolg" (voorjaar 2000) en door theatergezelschap "Speels" (2002-2003). Ook Het Walvisoor werd herwerkt tot theaterstuk.

### Romans & verhalenbundels
- De maquette, roman (1987 - Nioba)
- Uit het meer - kroniek van een dorp, verhalen (1990 - Dedalus)
- De reiziger, de veroveraar en de autochtoon, reisverhalen (1992 - Houtekiet)
- De kleuren van de zee, zeeverhalen (1993 - Dedalus/Nijgh & Van Ditmar)
- Het Gelag, roman (1995 - Dedalus/Nijgh & Van Ditmar)
- De Ronde van de maan, reisverhalen -en brieven (1996 - Icarus/Anthos)
- Het gemis (1998)
- De Biechtspiegel (2000)
- Het Walvisoor, jeugdboek (2000, - Standaard Uitgeverij)
- Het land van tante Marie (2002 - Manteau)
- Captain Disaster. Leven & lijden van Ferre Grignard, faction/biografie(2002, Nijgh & Van Ditmar)
- Hallo, Ween, jeugdboek (2002 - Standaard uitgeverij)
- De gele vlag, roman (2003 - Meulenhoff/Manteau)
- Landverloren, verhalen van het water(2004 - Meulenhoff/Manteau)
- Weg naar Frankrijk, reisverhalen -en impressies (2006 - Manteau)
- Dorpers, roman (2007 - Manteau)
- Entre deux mers. Dagboekfragmenten, brieven en overpeinzingen, egodocument (2010 - Manteau)
- Genezijde. Verhalenbundel. (2012 - Manteau)

### Poëzie
- Soms raakt de zee van liefde puur verstild, een bloemlezing van 100 zeegedichten (1997 - Icarus/Anthos)
- Zaailingen, poëziedebuut(1998 - Manteau)
- Omgekeken (2001 - Manteau)
- Vergezichten (2003 - Manteau)
- Scherven, bibliofiele uitgave op 30 exemplaren (2004 - Pampiere Werelt)
- Weerslag (2005 - Manteau)
- Het land draagt de wind (2007 - ’t Oneindige Verhaal)
- Ingesponnen (2010 - Manteau)
- "Mariekerkse gedichten" (2018 - Eigen uitgave)
- "Zekerheden" (2016 - Vrijdag)
- "De dagen zijn beschadigd" (2017 - Vrijdag)
- "Over de dingen" (2019 - Vrijdag)

### Theater
- Februari, kort verhaal uit Uit het meer, door Wannes Van De Velde in het Antwerps bewerkt en een tijd lang deel uitmakend van zijn programma opgenomen.
- Aan boord van de ss Venezuela, korte monoloog, als hoorspel gebracht door VRT3 op 25/12/98. Door 'Radio Zeeland' begin september 2001.
- De Biechtspiegel, première op 02/03/2000, gebracht door 'Het gevolg', met Mark Verstraete als acteur, werd 59 keer in heel Vlaanderen gespeeld. Ook 10 keer in Zeeland.
- Het Walvisoor, jeugdtheater, première, 01/10/2000 te Hamme, werd 61 keer opgevoerd.
- Een engel in de zon, monoloog, première 17/01/2002, te Turnhout. Werd 15 keer opgevoerd.
- Hallo, Ween, met Filip Jordens en Wigbert van Lierde, première, Hasselt, 23/10/2002. Werd in 2003 hernomen, in totaal 36 opvoeringen.
- Gij begrijpt weer niet wat ik bedoel, door theater Speels, première 12/11/2003 in het Fakkeltheater te Antwerpen. Voorlopig 14 opvoeringen.
- En het dorp zal lachen, verteltheater, geschreven i.s.m. Pjeroo Roobjee en Wigbert Van Lierde, première te Diepenbeek op 15/10/2006. (31 maal gespeeld)
- Mijnheer de juge, monoloog, door Bart Plouvier geschreven en gebracht, première op 16/12/07 te Koksijde.

## Bekroningen
- 1993 - Ary Sleeksprijs voor De reiziger, de veroveraar en de autochtoon
- 1994 - Lode Baekelmansprijs voor De kleuren van de zee
- 1995 - longlist AKO Literatuurprijs voor Het gelag
- 1997 - Daan Inghelramprijs voor De ronde van de maan
- 2000 - Lode Baekelmansprijs voor Het gemis
- 2001 - nominatie ECI-prijs voor Schrijvers van Nu voor Het gemis
- 2002 - Antwerpse Provinciale prijs voor Letterkunde voor De biechtspiegel
- 2003 - Oost-Vlaamse Provinciale prijs voor Letterkunde voor Het land van tante Marie